# يوسف الصيداوي (لغوي)
يوسف الصيداوي (1349 - 1424 هـ / 1930 - 2003 م) عالم لغوي سوري، وأديبٌ مُرَبٍّ، وخبير بالموسيقا والأنغام.

## ولادته ونشأته
ولد بدمشق عام 1930 لأسرة شيعية فقيرة. أدى أنشودة في احتفال كبير حضره الرئيس السوري تاج الدين الحسني لما كان له من صوت بديع. حفظ الصيداوي القرآن وأتقن تلاوته وتجويده وهو صغير. قرأ علوم العربية والتجويد في المدرسة المُحْسنية على يد الشيخين علي الجمَّال ومحمد علي صندوق، وحَظِيَ برعاية مؤسِّسها ومُديرها الشيخ مُحسِن الأمين العامِليّ. 
قرأ قدرًا كبيرًا من القرآن على يد المقرئ الشيخ محمد بشير الشلاح، وأجازه شيخ قراء الشام الشيخ محمد سليم الحلواني.
انتسب إلى كلية الآداب بجامعة دمشق، وتخرج في قسم اللغة العربية فيها سنة 1959 م. عمل مدرِّسًا للغة العربية في مدارس دمشق ومعاهدها، وكان مُعَلِّمًا ناجِحًا ألمَعِيًّا. لازم الأستاذ سعيد الأفغاني شيخ النحاة وصارَ من أوثَقِ الناس صِلَةً به، ومن أوفى طُلَّابه له.

صورة قبر يوسف الصيداوي وقد كُتب عليه (صاحب كتاب الكفاف)

## وظائفه وأعماله
عمل في ميادين التربية والتعليم على مدار عقود، وكان يفخر جدًّا بأنه كان معلِّمًا مؤثرًا.
قدَّمَ في التِّلفاز السُّوريِّ بَرْنامَجًا لغَويًّا مُمتِعًا بعُنوان: اللغة والناس، على مَدى إحدَى عَشْرَة سنةً، بَدْءًا بعام 1982 م، قدَّمَ فيه أزيدَ على 400 حَلْقَة.
كانت له عنايَةٌ خاصَّة ومَعرفَةٌ عَميقَةٌ واسِعَةٌ بإعجاز القُرآن الكَريم وبلاغَتِه.
وكان له مُشارَكاتٌ في بَعض ندَوات مَجْمَع اللغة العربيَّة بدمشقَ.
جَمَعَ مكتبةً عَظيمةً غَنيَّةً، أَوصَى أن تُوقَفَ بعـدَ وَفاتِه على طُلاَّب العلم بالمدرسَة المُحْسِنيَّة؛ وَفاءً للمكان الذي تعَلَّم فيه وتثَقَّف، ومَلَكَ مكتبةً سَمعيَّةً ضَخمةً ضمَّت تَسجيلاتِ أساطينِ الطَّـرَب والغِناء والتَّلحين.

## من أقواله
"من كان يريد أن يحسن اللغة، فسبيله استظهار روائعها، لا قراءة النحو واستظهار مسائله! كل كتب النحو، كلها كلها، من كتاب سيبويه فنازلاً، لا تعدل في موازين إحسان اللغة مثقال ذرة من: {وهي تجري بهم في موج كالجبال، ونادى نوح ابنه، وكان في معزل يا بني اركب معنا ولا تكن مع الكافرين}"
"إن إحسان اللغة، إنما يكون في مصاحبة القرآن والحديث ونهج البلاغة، وديوان زهير وجرير والفرزدق والأخطل، وبشار وأبي العتاهية، وأبي تمام والبحتري والمتنبي، وفي ملازمة الجاحظ، وأسألك بالله أن تستمسك بكتب الجاحظ، فإنها ينبوع لغة وأدب لا ينضب، وفي ملازمة الأغاني فإنه مدرسة لطواعية المفردات، في مواضعها من جزل التراكيب..".

## مؤلفاته وآثاره
1. اللغة والناس: نشرَ فيه 100 حَلْقَة من حَلَقات بَرْنامَجِه التِّلْفازي (ISBN 1-57547-265-1).
2. بيضة الديك: كتاب رد فيه على كتاب المهندس د. محمد شحرور: الكتاب والقرآن قراءة معاصرة.
3. الكفاف: كتابٌ يعيدُ صَوْغَ قواعد اللغة العربيَّة، في مجلدين، وقد كانَ له صَدًى قويٌّ واسِعٌ، بين مُؤَيِّدٍ له ومُعارِض، أمضى سبع سنوات في تأليفه.[3] (ISBN 1-57547-679-7)
4. العربية بين خراكوفسكي ودك الباب: وهي رسالة في الرد على د. جعفر دك الباب.
5. على هامش اللغة في القرآن: وهو دراسة لغوية معمقة لألفاظ القرآن الكريم، توفي وقد أنجز ثلث الكتاب، وتركه مخطوطًا.
6. المُتَدارَك: جمعَ فيه ما نَشَرَهُ من مَقالات، وما ألقاهُ من مُحاضَرات، ولم يطبع.
7. وضْعُ منهجٍ تأسيسي لتعليم اللغة العربية في المرحلة الابتدائية (الحلقة الأولى).

## دراسات عنه
- المسائل النحوية في كتاب (الكفاف) ليوسف الصيداوي بين التأصيل والتحديث: دراسة نحوية في نقد النقد، أطروحة دكتوراه للباحث أحمد حسن صعب، نوقشت في الجامعة اللبنانية في 26 فبراير (شُباط) 2025، بإشراف د. مهى إميل الخوري.

## وفاته
توفي يوسف الصيداوي بدمشق، يوم الجمعة 16 صفر 1424هـ الموافق 18 أبريل (نيسان) 2003م، ودُفِنَ فيها.

## وصلات خارجية
- الأستاذُ اللغويُّ المربِّي يوسُف الصَّيداوي مقالة لتلميذه الأستاذ أيمن بن أحمد ذو الغنى، من موقع رابطة أدباء الشام.
- الأستاذ.. يوسف الصيداوي.. نمطٌ لا يُنسى مقالة للدكتور محمد حسان الطيّان من موقع الألوكة.
- يوسف الصيداوي: اللغوي المجدِّد مقالة للدكتور محمد مكي الحسني الجزائري من موقع الألوكة.